# 勒凯讷
勒凯讷（法語：Le Quesne，法語發音：[lə kɛn]）是法国上法蘭西大區索姆省的一个市镇，属于亚眠区。

## 地理
勒凯讷（49°51'46"N, 1°47'54"E）面积1.43 平方千米，位于法国上法蘭西大區索姆省，该省份为法国北部沿海省份，北起加来海峡省和北部省，西接滨海塞纳省和大西洋英吉利海峡，南至瓦兹省，东临埃纳省。
与勒凯讷接壤的市镇（或旧市镇、城区）包括：阿尔古埃勒、旧博康、利约梅尔、圣欧班里维耶尔。
勒凯讷的时区为UTC+01:00、UTC+02:00（夏令时）。

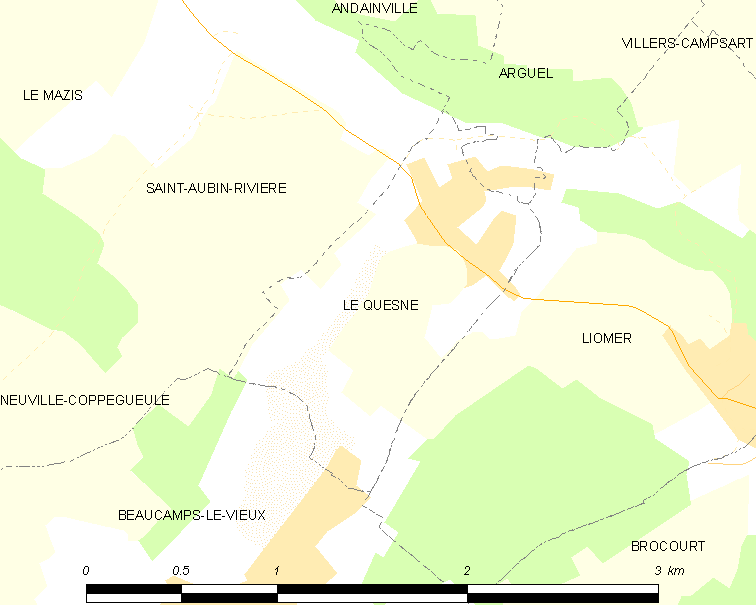
勒凯讷的OSM定位图

## 行政
勒凯讷的邮政编码为80430，INSEE市镇编码为80651。

## 政治
勒凯讷所属的省级选区为皮卡第地区普瓦县。

## 人口

1962-2008年间勒凯讷人口变化图示

勒凯讷于2022年1月1日时的人口数量为243人。